# Almendricos
Almendricos (también conocida como El Empalme de Almendricos) es una localidad y pedanía española perteneciente al municipio de Lorca, en la Región de Murcia. Está situada en la parte mediodional de la comarca del Alto Guadalentín, cerca del límite con la provincia de Almería.
Es un pueblo peculiar ya que es el único de España que tiene más del 95 % de sus calles rectas, formado un plano en cuadrícula.
Hace unos años se creó la Plataforma Pro-Segregación de Almendricos que tiene como objetivo segregarse del municipio de Lorca.

## Historia
Los primeros vestigios de población en Almendricos datan de la época argárica, como lo demuestra el yacimiento arqueológico de El Rincón de Almendricos encontrado cerca del casco urbano. Parece que tras la extinción de este poblado, Almendricos quedó despoblado durante siglos, y no se vuelve a ver rastro de civilización hasta la época romana, como demuestran algunos restos encontrados de villas romanas. Tras la invasión musulmana y la posterior Reconquista cristiana, Almendricos se convirtió en terreno fronterizo de las continuas razzias de cristianos y musulmanes, lo que provocó el abandono de la zona hasta tiempos recientes.
La historia de lo que hoy se conoce como Almendricos comienza en 1888, cuando la británica The Great Southern of Spain Railway Company Limited, comienza el proyecto de la creación de una línea de ferrocarril que uniría Almendricos con Águilas, para aprovechar la enorme riqueza minera que poseía la zona, una actividad económica en auge en aquella época. Para ello se establece una estación de ferrocarril conocida inicialmente como El Empalme (la cual da nombre completo al pueblo cuyo nombre tradicional es El Empalme de Almendricos). Tras dos años de construcción la línea entraría en funcionamiento y tras el éxito de dicha línea en 1894 la empresa inglesa decide ampliar la línea Lorca-Baza, cuyo trazado explotarían hasta el año 1941. En ese año las instalaciones de Almendricos pasaron a manos de la recién creada RENFE.
El éxito de la industria minera y ferroviaria, hizo surgir de la nada un pueblo que fue creciendo rápidamente, pero tras el fracaso de la industria a mediados de los años 1950, el pueblo quedó abandonado a su suerte. Entonces su pedáneo Bartolomé García Ruiz, gracias a sus buenas relaciones con el Ayuntamiento de Lorca, consigue traer en pocos años agua corriente, luz eléctrica y teléfono. Hoy en día y tras tantos años después de que ejerciera el cargo de alcalde pedáneo se sigue recordando a don Bartolomé como el mejor alcalde pedáneo que ha conocido el pueblo.
Otro de los factores que propició el rápido crecimiento, fue que Diego Casanova, quien heredó las propiedades de la familia Llamas, de quienes eran prácticamente la totalidad de los terrenos del actual Almendricos, fue vendiéndolos durante toda su vida en forma de solares para la construcción de viviendas. La distribución del terreno había sido realizada por José Llamas en colaboración con José García Egea, vecino del lugar que había regresado de Cuba, donde había quedado fascinado por la distribución del lugar, ideando un sistema similar para Almendricos con calles rectas, anchas, manzanas cuadradas y amplios solares, creando así un plano en cuadrícula.

## Segregación de Almendricos
Una de las persecuciones, desde hace bastantes años, de los vecinos almendriqueños, es la de segregarse del municipio de Lorca, para constituirse en un Ayuntamiento propio.
En el año 1958 el pueblo vecino de Puerto Lumbreras, consiguió la segregación del municipio de Lorca y en un principio, se pensó en que Almendricos entrase en este nuevo proyecto municipal, sin embargo finalmente los vecinos decidieron seguir en el Ayuntamiento de Lorca.
Ya en los años 80 hubo una iniciativa popular para segregarse, se recogieron cuantiosas firmas pero finalmente quedó en nada.
No sería ya hasta principios de los años 2000, cuando comenzara de forma más seria una iniciativa popular, para segregarse de Lorca, con la creación de la Plataforma Pro-Segregación el Empalme de Almendricos, una plataforma cuyo único objetivo es que Almendricos se constituya en un Ayuntamiento propio. Para ello en 2006 se presentaron 930 firmas de un total de 1320 vecinos que tenía en ese momento Almendricos, el 70 % de los habitantes de la pedanía mayores de edad. También se encargó un informe económico a la Universidad de Murcia, para demostrar la viabilidad económica del futuro municipio, que resultó favorable.
El 2 de mayo de 2006, la Consejería de Presidencia de la Región de Murcia, recibió el expediente para la segregación de la pedanía de Almendricos, donde se incluye además de las firmas y el informe económico, una memoria donde se exponen las causas de la segregación. El objetivo de la Plataforma era conseguir la independencia antes de 2007, año en el cual terminaba la legislatura, tras haber realizado una consulta a los ciudadanos donde se diera el visto bueno definitivo a la independencia.
El 30 de mayo de 2014, después de más de ocho años esperando un dictamen, el Consejo de Gobierno de la comunidad autónoma de la Región de Murcia rechazó la solicitud de la Plataforma por no haber justificado adecuadamente los «notorios motivos de interés público» que se exigen en Ley Regional 5/1988.
Actualmente el expediente está en el Tribunal Contencioso Administrativo de la Región de Murcia, paso que desde la comisión promotora ya se tenía previsto, ya que la CARM no iba a dictar favorable el expediente coincidiendo el PP gobernando el Ayuntamiento de Lorca y la Región de Murcia.

## Monumentos
- Iglesia de San Antonio de Padua.
- Cueva de La Sima, de gran interés cultural.
- Yacimiento arqueológico El Rincón de Almendricos, considerado bien de interés cultural y datado en época argárica: está compuesto por dos viviendas y 16 tumbas.

### Futuro museo de la minería
Bartolomé García Ruiz, quien fuera alcalde pedáneo de Almendricos, donó en 2010 al Ayuntamiento de Lorca una gran colección de minerales de diversos tipos, con la finalidad de que el Consistorio lorquino creará un museo minero en Almendricos. La única condición que puso Bartolomé García Ruiz fue que la colección se quedará en Almendricos. Finalmente, a principios de 2011, el alcalde Francisco Jódar anunció la creación del museo que comenzaría la búsqueda de un lugar idóneo para la colección, integrada por más de 600 piezas.
En una entrevista para el diario La Verdad don Bartolomé explicó como pensaba él que debiera ser el museo: «En el centro se ubicarían las vitrinas con los minerales duros, y a ambos lados, sobre estanterías, se expondrían los equipos que yo utilicé para mis actividades, las autorizaciones para el uso de explosivos, documentos y las revistas de minería. En otra estantería irían unas cincuenta carpetas con miles de informes y numerosos planos, algunos con doscientos años de antigüedad y muchos de ellos oficiales que ni siquiera conoce el Estado. A la derecha del salón pondría los botes de cristal con diversos minerales blandos rotulados con la clase del producto y su procedencia. A la izquierda irían los ejemplares raros y las piezas más grandes».

## Transporte y comunicaciones
Almendricos cuenta con una estación de tren abandonada, actualmente sede de la Asociación de Mujeres. Aun así las instalaciones siguen siendo utilizadas como apeadero por el servicio de Cercanías de Murcia, Línea C-2. Hasta el año 1985 con el cierre del ferrocarril del Almanzora la localidad era un nudo ferroviario, (Almendricos-Guadix y Almendricos-Águilas) que conectaba la ciudad de Lorca con Granada y Almería.
Existen planes por parte de la Administración para volver a poner en funcionamiento este tramo de red ferroviaria entre las localidades de Guadix y Almendricos, además del proyecto de la línea de alta velocidad Murcia-Almería, dentro del Corredor Mediterráneo.

## Patrimonio inmaterial

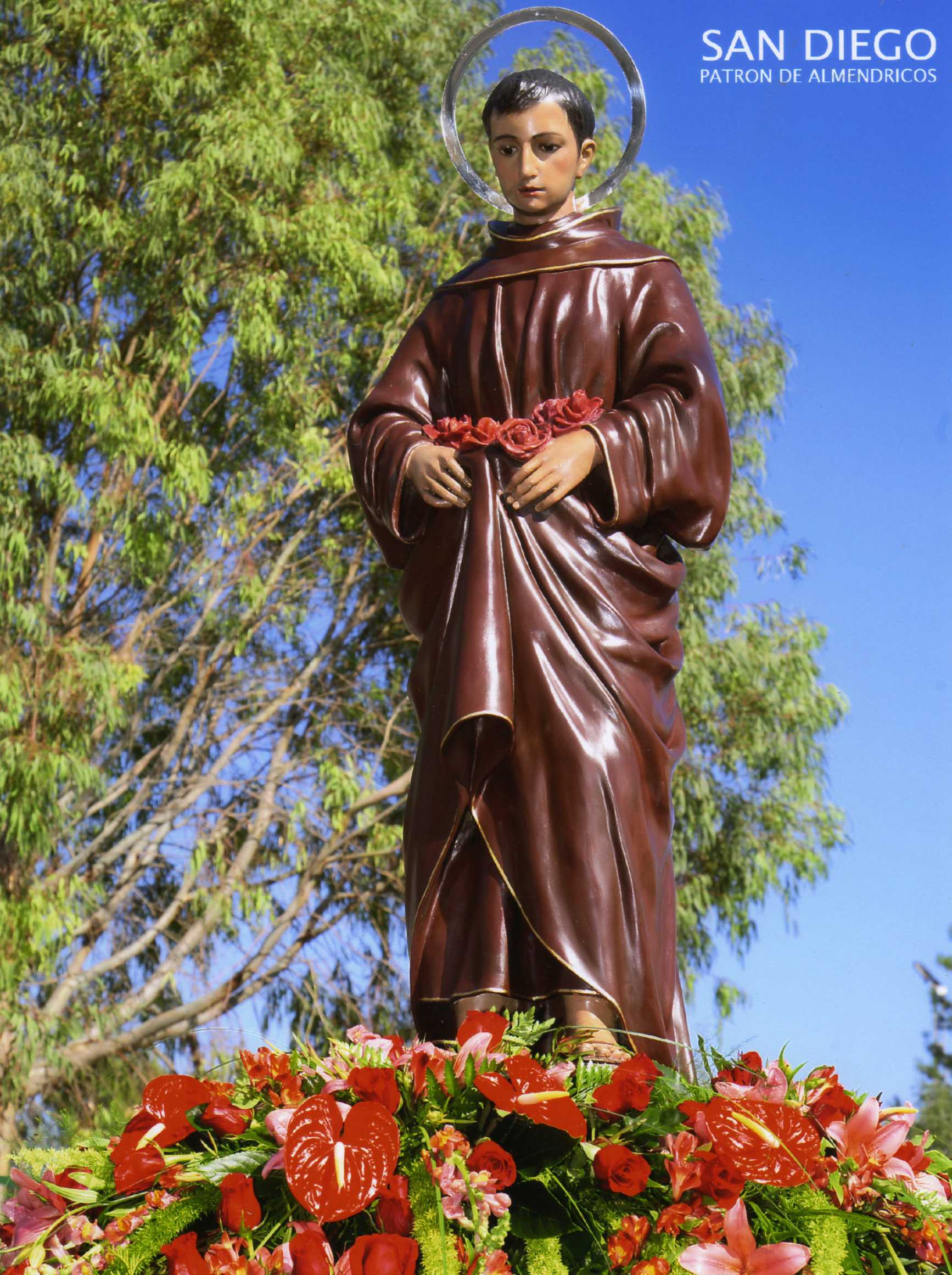
San Diego de Alcalá, Patrón de Almendricos.

Las fiestas de San Diego son el viernes, sábado y domingo más próximo al 13 de noviembre que es el día del patrón San Diego de Alcalá.
Estas fiestas se celebran el último o penúltimo fin de semana del mes de noviembre en honor de San Diego, patrón de la pedanía. Además las fiestas de Almendricos sirven como homenaje a las personas que emigraron y se considera un punto de reunión para todas aquellas personas que hace muchos años fueron en busca de una vida mejor y que vuelven a su pueblo natal por vacaciones.
También es de destacar las fiestas en honor de san Antonio de Padua, titular de la parroquia y franciscano como San Diego de Alcalá. Esta fiesta se ha recuperado por el actual párroco don Antonio Carpena López desde el año 2013, ya que desde el mandato del párroco don Luis Sánchez Parra no se había vuelto a celebrar. Se celebra el domingo más cercano al 13 de junio, con una misa a las 12:00 acompañada musicalmente por la cuadrilla del Pueblo y posterior procesión hasta la carpa municipal donde se comparte una paella entre cantos y bailes, y por la tarde se acompaña de nuevo al santo hasta su iglesia. Otras fiestas importantes son el Corpus Christi y la procesión de la Hermandad de la Virgen de los Dolores el Viernes de Dolores, cuya imagen es sacada por mujeres solamente.